# Villaespasa
Villaespasa és un municipi de la província de Burgos a la comunitat autònoma de Castella i Lleó. Forma part de la Comarca de la Sierra de la Demanda. És a uns 40km de Burgos. És un poble poc habitat però està ple d'encant, ja que pels seus voltants es troben camps de conreu i boscos de roures. Aquests estan plens d'animals salvatges com cérvols, porcs senglars, cabirols, llops... i també hi ha algun linx ibèric. En aquest municipi hi passen dos petits rius, un a prop del nucli urbà i del qual s'abasteix aquest anomenat Valparaiso. La seva aigua és fresca i cristal·lina. I l'altre riu que separa aquest municipi amb el de Jaramillo Quemado és transparent i ideal per banyar-se a l'estiu.

## Clima
En aquest petit municipi burgalès les temperatures són bastant extremes, ja que a l'estiu arriben als 40º al sol durant els migdies d'estiu i als -7º durant les fredes nits d'hivern.

## Demografia
| 1991 | 1996 | 2001 | 2004 |
| ---- | ---- | ---- | ---- |
| 44   | 33   | 25   | 23   |

## Dates destacades
1r diumenge de juliol → Romeria de la Verge de Valpeñoso.